# Similocorus negrosensis
Similocorus negrosensis – gatunek chrząszcza z rodziny kózkowatych i podrodziny zgrzypikowych. Jedyny przedstawiciel rodzaju Similocorus.

## Zasięg występowania
Gatunek ten występuje na filipińskiej wyspie Negros.